# 페리하산맥흰이마카푸친
페리하산맥흰이마카푸친(Cebus leucocephalus)은 꼬리감는원숭이과에 속하는 영장류의 일종이다. 콜롬비아와 베네수엘라에 서식하는 가냘픈꼬리감는원숭이속 카푸친이다. 이전에는 훔볼트흰이마카푸친원숭이의 아종으로 간주했지만, 2013년 미터마이어와 라이랜즈가 장 부블리의 유전학 연구를 바탕으로 별도의 종으로 재분류했다. 페리하산맥흰이마카푸친의 서식지는 콜롬비아 북부와 베네수엘라 북서부 일부 지역의 숲으로 제한되어 있다. 

## 특징
수컷 페리하산맥흰이마카푸친은 머리부터 몸통까지 길이가 37~40.7cm이고 꼬리 길이는 39~50cm이다. 암컷을 측정한 치수 정보는 없다. 베네수엘라와 콜롬비아 북부에 서식하는 모든 카푸친원숭이 중에서 가장 어두운 털을 가지고 있다. 머리꼭대기는 계피색에서 짙은 갈색이다. 등은 계피색이고, 등 윗부분은 황갈색을 띠며 등 아랫부분은 그을음 같은 색을 띤다. 옆면은 담배색이다. 어깨와 팔뚝 바깥쪽, 팔과 다리 안쪽도 계피색이다. 팔뚝 바깥쪽과 다리 아랫부분, 복부, 가슴 아랫부분은 붉은 기운이 도는 갈색이다. 가슴 윗부분과 팔뚝 안쪽은 불그스름한 주황색이다. 손목과 발목, 손과 발의 윗부분은 적갈색이다. 꼬리는 윗부분은 계피색이고 끝으로 갈수록 점점 밝아진다. 꼬리 아랫부분도 밝다.

## 분류
베네수엘라 마라카이보호 서쪽 기슭에서 시에라 데 페리하 산맥 동쪽 기슭까지, 흰이마카푸친보다 훨씬 가볍고, 다리가 더 붉으며, 몸색이 더욱 대조적인 카푸친원숭이 형태가 있다. 1949년 포유류학자 필립 허쉬코비츠는 페리하산맥흰이마카푸친을 흰이마카푸친의 아종(Cebus albifrons adustus)으로 기술했다. 페리하산맥흰이마카푸친은 흰이마카푸친의 변종일 수도 있고, 다른 종일 수도 있다.

## 생활사
페리하산맥흰이마카푸친은 습한 저지대 열대우림과 반건조 낙엽수림, 그리고 맹그로브 숲에 서식한다. 먹이와 번식, 그리고 다른 행동들은 아직 자세히 연구되지 않았다.

## 보전 상태
IUCN은 현재 페리하산맥흰이마카푸친을 절멸위기종으로 지정하지 않았다. 서식지 내에는 세 곳의 보호구역이 있다.